# Amatersko prvenstvo Francije 1938
Amatersko prvenstvo Francije 1938 v tenisu.

## Moški posamično
Don Budge :  Roderick Menzel 6-3, 6-2, 6-4

## Ženske posamično
Simone Mathieu :  Nelly Adamson 6-0, 6-3

## Moške dvojice
Bernard Destremau /  Yvon Petra :  Don Budge /  Gene Mako  3–6, 6–3, 9–7, 6–1

## Ženske dvojice
Simone Mathieu /  Billie Yorke :  Arlette Halff /  Nelly Landry 6–3, 6–3

## Mešane dvojice
Simone Mathieu /  Dragutin Mitić :  Nancye Wynne Bolton /  Christian Boussus  2–6, 6–3, 6–4